# 1729 au théâtre
| Années du théâtre : 1726 - 1727 - 1728 - 1729 - 1730 - 1731 - 1732    |
| Décennies du théâtre : 1690 - 1700 - 1710 - 1720 - 1730 - 1740 - 1750 |

## Événements
- L'actrice Marianne Dujardin prend la direction du théâtre de Metz.

## Pièces de théâtre représentées
- 18 juin : La Nouvelle Colonie de Marivaux, Paris, Comédie-Italienne

## Naissances
- 22 janvier : Gotthold Ephraim Lessing, dramaturge allemand, mort le 15 février 1781.
- 31 mars : Henri-Louis Caïn, dit Lekain, acteur français, sociétaire de la Comédie-Française, considéré comme l’un des plus grands tragédiens du XVIIIe siècle, mort le 8 février 1778.

## Décès
- 19 janvier : William Congreve, dramaturge et poète britannique, né le 24 janvier 1670.
- 11 avril : Maria de Wilde, graveuse et dramaturge des Provinces-Unies, née le 7 janvier 1682.
- 15 juillet : Yoshizawa Ayame I, acteur japonais de kabuki et d'onnagata (spécialiste des rôles féminins), né en 1673.
- 1er septembre : Richard Steele, journaliste irlandais, directeur de théâtre et auteur de comédies, baptisé le 12 mars 1672.
- 22 décembre : Michel Baron, comédien et dramaturge français, né le 7 ou 8 octobre 1653.